# Cap Drápano
Le cap Drápano (en grec : Ακρωτήριο Δράπανο) est un cap situé sur l'île de Crète, en Grèce. Il se situe dans la province d'Apokóronas et en marque l'extrémité septentrionale. Le cap Drápano marque également l'entrée de la baie de Souda avec la péninsule d'Akrotiri.